# 扎茲德里夫卡
50°34′14″N 28°18′33″E / 50.57056°N 28.30917°E
扎茲德里夫卡（烏克蘭語：Заздрівка），是烏克蘭北部的村莊，隸屬日托米爾州的日托米爾區。該村面積0.23平方公里，2001年人口79，人口密度每平方公里337.61人。